# Nikeforos I

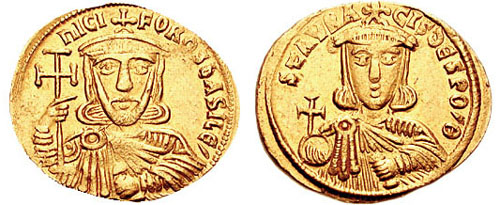
Nikeforos I med sin son och efterträdare, Staurakios

Nikeforos I (grekiska: Νικηφόρος), död 26 juli 811, var bysantinsk kejsare 802-811. 
Han kom från Seleukia i Pisidien och var riksskattmästare när han 802 kom till makten genom en sammansvärjning som störtade kejsarinnan Irene. Nikeforos förde en stram penningpolitik. Han överenskom genom fördrag 803 och 810 med Karl den store om gränsen mellan de båda rikena, förde åren 802-807 krig med Harun al-Raschid och stupade i strid mot bulgarerna 811. Den segrande bulgarfursten Krum uppges ha låtit göra en dryckesbägare av Nikeforos huvudskål. Nikeforos efterlämnade en son, Staurakios, som blev hans efterträdare under en kort tid. 